# 法式離場
法式離場（French leave）意指未徵得同意甚或未知會在場其他人士即逕自退場。在宴會中悄無聲息地離去以避免主人留客即是一例。軍人擅離職守也算數。
該詞彙首見於1771年英法文化交相影響之時。
在法國，同義詞為“英式離場”（filer à l'anglaise）似乎首見於19至20世紀。

## 一開始的用法
牛津英文字典釋義：客人（18世紀見用於法國，英國稍後沿用）離開婚宴而未向男女主人告辭。打趣用法為不告而別或先斬後奏。該字典稱首次見用為：1771 SMOLLETT Humph. Cl. (1895) 238 他偷偷拐跑了個愛爾蘭人的新娘，隨即不辭而別。
在美加，其用詞為愛爾蘭式再見(Irish goodbye / Irish exit)

## 軍事用語
該詞亦有軍中混日子開小差之義，沿用自英法相爭時期。西班牙語中，此詞也以法國為對象(despedida a la francesa)，可能始自拿破崙於伊比利半島從事半島戰爭時，法軍當時與西葡聯軍為敵。

## 其他語言
- 捷克語： (英式離場)
- 法語： (英式離場)
- 德語：，同義 (法式離場)或 (波式離場)
- 匈牙利語： (英式離場)
- 義大利語： (英式離場)
- 波蘭語： (英式離場)
- 羅馬尼亞語： (英式離場)
- 烏克蘭語：，羅馬化：pity po-anhliysʹky (英式離場)
- 葡萄牙語： (法式離場)
- 俄語：，羅馬化：ujti po-anglijski (英式離場)
- 西班牙語： （法式再見(goodbye in the French way), 法式告別(French farewell)）
- 瓦隆語： (英式離場)